# أم روابة (مدينة)

تصوير مدير مدرسة وابنه أمام المدرسة - أم روابة، شمال كردفان، السودان - 20 ديسمبر 1961.

أم روّابة مدينة تقع في ولاية شمال كردفان بالسودان على ارتفاع 450 متر (1476 قدم) فوق سطح البحر، وتبعد عن العاصمة الخرطوم بحوالي 301 كيلومتر، (187 ميل)، وهي مركز تجاري مهم وسوق كبيرة للحبوب الزيتية والكركديه وتعتبر ملتقى طرق حديدية وبرية تربط ولايات غرب السودان وجنوب كردفان بالخرطوم وميناء بورتسودان. تلقب أم روابة «بعروس النيم» لكثرة أشجار النيم بها.

## اصل التسمية ومعناها
اللفظ «روابة» قابل لعدة تفسيرات، ولعلّ أبرزها هو التفسير الذي يذهب إلى أن عرب من البقارة الرعاة كانوا يأتون إلى المكان ويقومون بتحويل اللبن الحليب إلى لبن رائب، لاستخراج الزبدة ومن ثم تحويلها إلى سمن لبيعه في الأسواق القريبة ويصبون ما لم يباع من الرائب أو الروابة- كما يسمونه - على الأرض في المجاري الصغيرة فسمي المكان باسم أَم روابة، أي أُم اللبن الرائب.
وهناك رواية أخرى مفادها أن العرب الرُحَّل كانوا يمرون بالمكان في غدوهم ورواحهم نحو السوق في شركيلا القريبة ويستريحون فيه فنشأ فيه مقهى صغير تعمل به امرأة تقدم لهم فيه الشاي والماء وتعزف على ربابة فأطلقوا على المكان اسم أم ربابة الذي حُرِّف فيما بعد ليصبح أم روابة.
وينسب البعض الاسم إلى بئر كانت قائمة على ربوة في المكان وأطلق عليها روادها من العرب الرحل اسم بئر الربوة التي أصبحت فيما بعد بئر أم روابة، ومنها اشتق اسم المدينة.

## الموقع والمساحة
تقع محلية أم روابة بين خطي طول 13.31° و32° شرق وخطي عرض 55.12° و5.14° شمالاً. تحدها من الجنوب محلية الرشاد ومحلية الدلنج ومن الشمال الغربي محليتي شيكان وبارا ومن الغرب الرهد. وتبلغ مساحتها حوالي 24610 كيلو متر مربع.
جدول يبين المسافة بين أم روابة وبعض المدن السودانية

خريطة تُظهر موقع محلية أم روابة داخل السودان

| المدينة | المسافة بالكيلومتر | المسافة بالميل |
| ------- | ------------------ | -------------- |
| الأبيض  | 145                | 67             |
| الدويم  | 147                | 91             |
| كوستى   | 180                | 69             |
| سنار    | 261                | 162            |
| ود مدني | 267                | 171            |
| سنجة    | 294                | 182            |
| كادوقلي | 295                | 183            |
| الخرطوم | 460                | 187            |
| النهود  | 307                | 191            |

## التاريخ
تعتبر أم روابة من المدن الحديثة في السودان حيث يعود تاريخ نشأتها إلى عام 1912 م عندما تم تشييد خط للسكة الحديدية في فترة الحكم الثنائي بالسودان عام 1911 م، ليربط الخرطوم بمدينة الأبيض.
فقد كانت منطقة أم روابة قبل تشييد خط السكة الحديدية منطقة زراعية وكانت إدارتها تقع في بلدة التيارة الواقعة على بعد 90 كيلومتر غرباً. ورأي البريطانيون نقل الإدارة من بلدة التيارة إلى نقطة ام روابة لمرور خط السكة الحديدية عبرها وللاستفادة من خدمات النقل التي يوفرها الخط لنقل منتوجات المنطقة الزراعية مثل الصمغ العربي والفول السوداني والحيوانية من الماشية إلى مناطق التصدير. ونقلت مكاتب الحكومة ومؤسساتها من شرطة وسجون ومحاكم وموظفين إلى الموقع الجديد وتبعهم التجار الذين نقلوا سوقهم إلى هناك.
حرص البريطانيون على تخطيط المدينة عمرانياً فأحضروا مهندسين لبنانيين من مصر لهذا الغرض وتم تشييد المكاتب ومنازل الموظفين من الطوب الأحمر الذي تم جلبه من سنار، وشقت فيها سبعة شوارع رئيسية من جهة الشرق نحو الغرب أكبرها شارع جيمس لونج (شارع الاسبتالية حالياً) الذي يفصل المدينة إلى قسمين: قسم يضم الأحياء السكنية والسوق في الشرق وقسم غربي ضم مكاتب الحكومة بما فيها المحكمة والبريد ومنازل موظفيها وبئر المياه، وتم زرع اشجار النيم على جانبي الشوارع.
كما تم تقسيم المدينة من ناحية التخطيط العمراني إلى خمسة أحياء رئيسية كبيرة انقسمت بدورها إلى أحياء سكنية أصغر تعرف محلياً باسم «الفِرقان» (بكسر الفاء) ومفردها فَريق (بفتح الفاء).

## الطوبغرافيا
جيولوجياً، تقع أم روابة في منطقة تنتشر فيها رسوبيات العصرين الثالث Tertiary والرابع Quaternary المحتوية على مكونات نفطية في السودان (المتكونة من الرمال والطمي) وتجاور منطقة تتابع رسوبي قاري continental clastic يعرف باسم الحجر الرملي النوبي الذي يرجع إلي العصر الطباشيري ويمتد حتى مصر وليبيا وتشاد مكوّناً أكبر مخزون للمياه الجوفية في القارة الإفريقية.
ومن ناحية التضاريس تقع أم روابة على سهل منحدر نحو الشرق والشمال الشرقي متموج السطح في بعض المواقع، تشقه عدة خيران (اودية موسمية) تفيض بالمياه أثناء الفصل المطير أهمها خور أبوحبل الذي يطلق عليه في أم روابة اسم «نيل أبو حبل»، وينبع من أعالي جبال النوبة ليمر عبر مدينة أم روابة ومنها يتجه إلى الشمال الشرقي حتى مدينة تندلتي بولاية النيل الأبيض. وتسود المنطقة تربة طينية ورملية تصلح لزراعة محاصيل متنوعة. كما يوجد غطاء نباتي يتمثل في الغابات والمراعي التي تتحول في موسم الأمطار إلى مراتع للماشية ومروج خضراء.

## المناخ
يسود المنطقة مناخ شبه جاف ويمكن التمييز بين أربعة فصول وهي:
1. الموسم المطير ويعرف بالخريف ويبدأ من شهر مايو / أيار ويستمر حتى أكتوبر / تشرين الأول ويصل هطول الأمطار ذروته في شهر أغسطس / آب حيث يسجل 450 مليمتر. وتهطل الأمطار لفترات قصيرة وبشكل غزير وعادة ما تكون مصحوبة بزوابع رعدية.
2. موسم الحصاد، في بداية شهر ديسمبر / كانون الأول، ويعرف محلياً بموسم «الدَرَتْ»، ويتميز بالرطوبة وانخفاض درجة الحرارة ليلاً.
3. الشتاء ويبدأ من ديسمبر / كانون الاول ليستمر حتى منتصف فبراير / شباط، ويتميز بمناخ معتدل ومعدل رطوبة مريح.
4. فصل الصيف، وهو حار جاف تسوده الرياح الشرقية، خاصة في شهر مايو / أيار[3]

## مياه أم روابة
تشتهر أم روابة بمياهها الجوفية العذبة وتعتبر شبكة مياه مدينة أم روابة م واحدة من أقدم شبكات المياه في السودان حيث يعود تاريخ تأسيسها إلى عام 1917 م، عندما تم حفر أربعة آبار شكلت نواة إمدادات مياه الهيئة القومية للمياه بالمدينة وكانت قطارات السكة الحديدية المارة بأم روابة تملأ مستودعات مياهها من المدينة.
وإلى جانب الآبار تعتمد المدينة على خور أبو حبل الموسمي كمورد للمياه والذي يقدر متوسط كمية المياه فيه بحوالي 9 ملايين متر مكعب سنوياً، وواحة أم بالجي التي تمّدها بحوالي 800 إلى 1000 متر مكعب من المياه.

## الإدارة
أم روابة محلية من محليات ولاية شمال كردفان وتضم الوحدات الإدارية التالية:
- ود عشانا
- شركيلا
- ريفي ووسط أم روابة
- أم روابة المدينة

كانت أم روابة عند نشائها مقراً لإدارة شرق كردفان في عام 1912 ثم تحولت إلى مركز، وفي عام 1948، أصبحت مقراً لرئاسة مجلس ريفى شرق كردفان الذي كان يضم إلى جانب أم روابة مدينة الرهد والمنطقة الممتدة منها حتى قرية العين شرق مدينة الأبيض، وغرباً حتى مدينة تندلتي، وجنوباً حتى منطقة العباسية تقلي بولاية جنوب كردفان، وإلى مدينة بارا من ناحية الشمال، ومدينة الدويم على النيل الأبيض في الشمال الشرقي.
وكان المجلس الريفي يتكون إبان فترة الحكم الثنائي من مفتش إنجليزي رئيساً، وعضوية كل من ناظر قبيلة الجوامعة وناظر قبيلة الشنابلة وجميع عمد القبائل التي تقطن المنطقة إلى جانب بعض الموظفين الكبار.
وكان ديوان المركز يشمل مكتب المفتش الإنجليزى ومكتب المأمور ونائب المأمور ومكتب المترجمين والحسابات.

## النشاط الإقتصادي
تعتمد المدينة في مواردها الاقتصادية على الإنتاج الزراعي والإنتاج الرعوي، إلى جانب قطاع صناعي صغير وبعض الأعمال التجارية والخدمات.

### الخدمات المصرفية
- بنك الاسرة
- بنك الخرطوم
- البنك الزراعي السوداني
- بنك النيل
- بنك الإبداع
- البنك الإسلامس السوداني

### الزراعة والصناعة
يمتهن معظم السكان الزراعة التقليدية والزراعة الآلية المعتمدتين على الأمطار، وتشمل المحاصيل: السمسم والفول السوداني والكركدي والصمغ العربي والذرة والدخن واللوبيا ونبات السنمكة وحب البطيخ، كما يحترف عدد من سكان المحلية تربية المواشي.
تمثل الزراعة بشقيها النباتي والحيواني قطاعاً مهماً يعتمد عليه أغلب سكان المحلية في مدخلاتهم إلى جانب الإيرادات المحلية الأخرى كالأعمال التجارية والخدمات، وتتمثل الثروة الحيوانية في: الإبل، والضأن، والأبقار، والماعز. وهناك العديد من المشاريع الزراعية المخططة التي بلغت مساحتها حوالي (47000) فدان وتتمركز في مناطق خور أبو حبل، جبل الداير، الأضاي، شركيلا، السرحة والرقاص. علاوة على مساحات شاسعة تمارس فيها الزراعة التقليدية، ومساحات معتبرة من الحقول البستانية كما في الحقينة، والرهد، وقضيضيم، وأم بالجي، ومناطق السدود في كل من كملا، والزعفاية، والغبشة،
وتوجد هناك مساحات كبيرة تزخر بأشجار الدوم خاصة في قرية الفضوة حسين، ويتم إنتاج ثمار لدوم مع بداية موسم الحصاد المغروف محلياُ باسم «الدرت» ويباع في سوق الروب الواقع غرب حفرة حمو كما يتم بيع سعف نخيل الدوم الذي يستخدم في صناعة سجاد الحصير المعروف قي السودان باسم البُروش (المفرد بِرِ ش)والحجال والأطباق ومستلزمات الزينة وغيرها من الصناعات التقليدية.
يوجد بالمدينة عدداً من مصانع المنتجات الغذائية والصناعات التحولية الأخرى المرتبطة بالإنتاج الزراعي مثل معاصر زيوت السمسم والفول السوداني ومصانع الصابون والحلوى والإعلاف التي تستخدم الزيوت في إنتاجها.
وتتوفر في أم روابة وبعض المدن المجاورة لها طاقة تخزينية كبيرة يتمثل أهمها في مخازن البنك الزراعي، ومخازن السكة حديد، ومخازن السميح ومخازن صادر الكركدي بالرهد. بالإضافة إلى مخازن القطاع الخاص التجارية والتي تلعب هي أيضاً دورا مهماً في تخزين الإنتاج الزراعي والصناعي.

### تربية المواشي
كما يشكل الرعي إحدى الحرف المهمة التي تمتهنها شريحة من سكان المنطقة وتشمل الثروة الحيوانية الإبقار والضأن والماعز والإبل. وسجل تعداد الثروة الحيوانية في عام 2008 م، حوالي 1,528,052 رأس منها 316,178 رأس من الأبقار، و175,644 رأس من الإبل، و545,670 رأس من الضأن، و490,560 رأس من الماعز.

## الخدمات الصحية
هناك مستشفى تعليمي واحد في مدينة أو روابة، ومستشفى ريفي في بلدة ود عشانا، وآخر في بلدة أم دم، ومستشفى تخصصي ببلدة الزريبة.
كما يوجد عدد من المراكز الصحية والعيادات الريفية ونقاط الغيار، إلى جانب مركز لتنظيم الأسرة ورعاية الطفل و3 مستوصفات خاصة و2 مكتب لصحة البيئة.
وتتوفر بالمدينة الخدمات البيطرية المتمثلة في وحدة خدمة بيطرية ثابتة، وأخرى متحركة وحدة تجوب الريف والبوادي وخمس عيادات بيطرية.

## النقل
تعتبر أم روابة ملتقى طرق حديدية مهمة حيث يمر عبرها خط السكة الحديدية الذي يربط كوستي بالأبيض، قادماً من سنار التي يتجمع فيها خط الخرطوم العاصمة وخط بورتسودان، الميناء الرئيسي على البحر الأحمر، ومن أم روابة ينطلق خط آخر متجهاً إلى نيالا حاضرة ولاية جنوب دارفور.
كما تعتبر أم روابة ملتقى طرق برية تربط ولايات غرب السودان وجنوب كردفان بالخرطوم ومدن وبلدات ولاية الجزيرة وميناء بورتسودان مروراً بالقضارف وكسلا. ومن أهم الطرق الممهدة:
- طريق الخرطوم - أم روابة - الأبيض،

ويأتي من الخرطوم عبر كوستي، وتندلتي، والغبشة، فأم روابة ومن ثم الأبيض ويرتبط بطريق الإنقاذ الغربي.
- طريق الأبيض - أم روابة – كادقلي،

وهو طريق دائري يربط جنوب كردفان ببقية أرجاء السودان ييدأ من مدينة الأبيض فأم روابة ويمر بالعباسية ورشاد وكادقلي ثم تلودي. ويلتف من كادوقلي نحو الدلنج والدبيبات، ومن ثم الأبيض.

## التعليم
إلى جانب المدارس المختلفة على اختلاف مراحلها الأساس والثانوي، توجد مؤسسات للتعليم العالي تتمثل في:
- جامعة السودان المفتوحة
- الكلية التقنية التابعة لجامعة السودان التكنلوجية

ويوجد عدد كبير من الخلاوى والمساجد والزوايا لتحفيظ القرآن، بلغ عددها في عام 2008 م، أكثر من 300 خلوة وزاوية و180 مسجداً و26 دار لتعليم النساء.

## السياحة
منطقة أم دم المشهورة ببساتين الفاكهة مثل الجوافة والليمون والبرتقال والتي تمتاز باعتدال جوها، تشكل منتجعاً طبيعياً للسكان والزوار لإقامة الرحلات الخلوية في أيام العطلات الرسمية والأعياد ومناسبات الأفراح.

## الرياضة والثقافة
يوجد بالمدينة ومحيطها القروي حوالي 12 نادي ثقافي ورياضي ابرزها نادي الرجاء ام روابة ونادي الزمالة ام روابة الذي تم انشاءه في العام 1968م و نادي ومريخ ام روابة ونادي هلال ام روابة ونادي التحرير ام روابة  .

## السكان
يبلغ عدد سكان المدينة حوالي 86,900 نسمة ويتكون النسيج الاجتماعي فيها من مختلف الإثنيات والشرائح التي استوطنت المدينة منذ نشأتها وتلك التي توافدت إليها لاحقاً من مختلف بقاع السودان لاحقاً وساهمت في تطويرها.

## الأحياء السكنية بالمدينة
- حي أديب

وينقسم إلى: حي أديب شمال وحي أديب جنوب، وتقع فيه محكمة العمد والمدرسة الغربية الابتدائية ومدرسة البلك للبنات وهي أقدم مدارس البنات بالمدينة ومجلس مدينة أم روابة ويقع بالقرب من سوق أم روابة الكبير.ومن أشهر سكان الحي الاستاذ يوسف إسماعيل الذي كان استاذا شهيرا في مدارستها الابتدائية
- حي حمو

يقع شرق حي اديب ويمتد من شارع النادى الثفافى شرقا إلى حى المعاصر شمالاً (نادى الهلال حالياُ). ومن معالمه الرئيسية: المدرسة الجنوبية ومدرسة البنات. ويضم عدداً من الأحياء والفرقان الصغيرة كفريق الدواليب وحي السوق وفريق الحلبة.
- حي عطرون

يعتبر من الأحياء القديمة بالمدينة ويقع جنوب حي الباقر ويفصلهما شارع الإسبتالية (شارع جيمس لونج سابقاً) وسمي الحي باسم مؤسسه إبراهيم عطرون، ومن معالمه البارزة مستشفى أم روابة الملكي الذي تم تأسيسه في عام 1953 م، وسينما أم روابة، وزاوية الطائفة الختمية. كما يوجد بالحي عددا من أندية الفرق الرياضية مثل نادي مريخ أم روابة، ونادي هلال أم روابة، ونادي الرمال، ونادي الوطن عطرون، ونادي الاعتصام، ونادي الشباب. ويضم الحي عددا من الأحياء والفرقان الصغيرة كفريق البقارة وفريق الحنتوشية وحوش جعفر
- حي الباقر

يقع شمال حي عطرون وتوجد به المدرسة الشمالية وهي أقدم المدارس بالمدينة تأسست في عام 1917 م، ومدرسة أسماء بنت ابي بكر ومبنى الهلال الاحمر إلى جانب ميدان المولد، ومصلى العيد، وميدان الهلال
- حي خور عمر

وهو أكثر الأحياء كثافة بالسكان ويشتهر سوقه بكثرة المطاعم الشعبية والصناعات اليدوية خاصة أسوار « الشَرْقَانِيّة»، وهي أسوار متنقلة تصنع من القش والحصير وتستعمل كفواصل داخل اسوار المنازل أو خارجها.
هناك أحياء أخرى منها:
- حي الامتداد
- الدرجة الثانية الغربية
- الدرجة الثالثة الشرقية
- حي كريمة
- حي طيبة
- حي البستة
- حي علي ابن أبي طالب
- حي عثمان ابن عفان
- حي القدس
- حي المربعات
- حي القادسية
- حي الدكاترة
- حي انقليتي
- حي السكة حديد
- حي السلام شمال
- حي السلام جنوب
- حي الفيحاء
- [بحاجة لمصدر]حي ودالمكي